# Rajeev Ram
Rajeev Ram (n. 18 martie 1984) este un jucător profesionist de tenis american. Ram a câștigat de șase ori turnee de Grand Slam: Australian Open 2020, US Open 2021, US Open 2022 și US Open 2023 la dublu masculin cu Joe Salisbury, precum și titluri de dublu mixt la Australian Open 2019 și 2021 alături de Barbora Krejčíková. De asemenea, a câștigat o medalie olimpică de argint la dublu mixt cu Venus Williams la Jocurile Olimpice de la Rio din 2016. Cea mai înaltă poziție în clasamentul la dublu este locul 2 mondial, la 4 aprilie 2022. A câștigat 25 de titluri de dublu ATP în cariera sa, cu mai mulți parteneri.